# Biblioteca Rizal
La Biblioteca Rizal es la biblioteca principal de la universidad Ateneo de Manila. Principalmente sirve y apoya la enseñanza y la investigación en las Escuelas de Loyola. Lleva el nombre de un exalumno del Ateneo de Manila José Rizal, héroe nacional de Filipinas. La Biblioteca Rizal se organiza en divisiones funcionales: Servicios Técnicos, Servicios de Lectores, Colecciones Especiales y Archivos, y servicios de apoyo. 
La biblioteca maneja al menos 250 ordenadores (computadoras) de libre acceso repartidos en varios lugares de las Escuelas de Loyola. La biblioteca además posee una la sala de estudio con el nombre de un misionero jesuita, Matteo Ricci.